# 朗维尔-布勒约
朗维尔-布勒约（法語：Ranville-Breuillaud，法語發音：[ʁɑ̃vil bʁœjo]）是法国夏朗德省的一个市镇，位于该省西北部，与滨海夏朗德省接壤，属于孔福朗区。该市镇于1845年由原市镇朗维尔（Ranville）和布勒约（Breuillaud）合并而成。

## 地理
朗维尔-布勒约（45°54'8"N, 0°7'3"W）面积12.84 平方千米，位于法国新阿基坦大区夏朗德省，该省份为法国西部内陆省份，北起德塞夫勒省和维埃纳省，东临上维埃纳省，东南至多尔多涅省，南至多爾多涅省，西接滨海夏朗德省。
与朗维尔-布勒约接壤的市镇（或旧市镇、城区）包括：巴伯济耶尔、韦尔迪耶、巴佐日、博韦叙马塔、布雷东、希沃、方丹沙朗德赖。

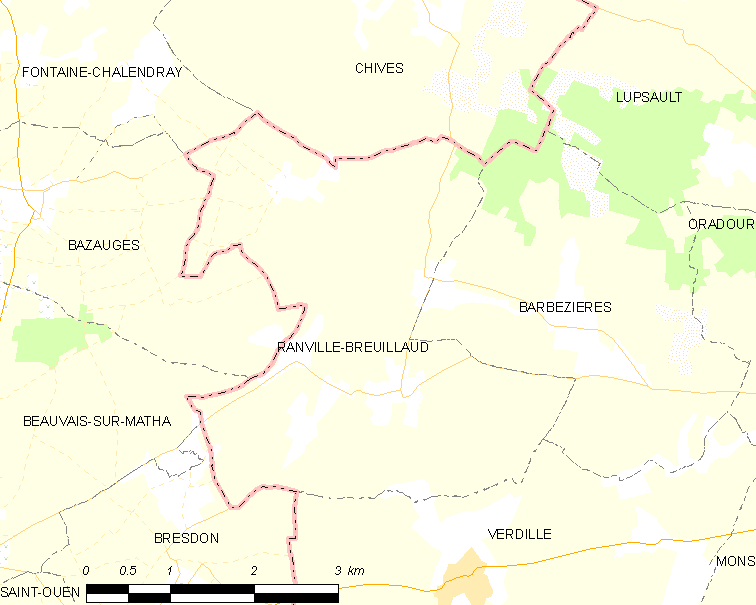
朗维尔-布勒约的OSM定位图

朗维尔-布勒约的时区为UTC+01:00、UTC+02:00（夏令时）。

## 行政
朗维尔-布勒约的邮政编码为16140，INSEE市镇编码为16275。

## 政治
朗维尔-布勒约所属的省级选区为夏朗德北县。

## 人口

1962-2008年间朗维尔-布勒约人口变化图示

朗维尔-布勒约于2022年1月1日时的人口数量为164人。